# IC 1053
IC 1053 ist eine Spiralgalaxie vom Hubble-Typ S? im Sternbild Bärenhüter am Nordsternhimmel. Sie ist rund 455 Millionen Lichtjahre von der Milchstraße entfernt.
Das Objekt wurde am 23. Juli 1892  von Stéphane Javelle entdeckt.